# Valdir Cesar Baretta
Valdir Cesar Baretta (Capinzal, 25 de agosto de 1938) é um médico e político brasileiro.
Filho de Severino Baretta e Aurora Baretta. Casou com Rute Baretta, com quem teve filhos.
Foi eleito prefeito de Fraiburgo, pelo Movimento Democrático Brasileiro (MDB), para o período de 1969 a 1973.
Nas eleições gerais no Brasil em 1986 foi candidato a deputado estadual para a Assembleia Legislativa de Santa Catarina pelo Partido do Movimento Democrático Brasileiro (PMDB), eleito com 19.837 votos, tomou posse na 11ª Legislatura (1987-1991). Foi deputado constituinte de 1988 (Constituição assinada em 5 de outubro de 1989).